# Omaló (Kilkís)
Omaló, en grec moderne : Ομαλό, est un village du dème de Péonie, dans le district régional de Kilkís, en Macédoine-Centrale, Grèce. 
Selon le recensement de 2011, la population du village compte 121 habitants.